# Sindaci di Palmi
Di seguito l'elenco cronologico dei sindaci di Palmi e delle altre figure apicali equivalenti che si sono succedute nel corso della storia.

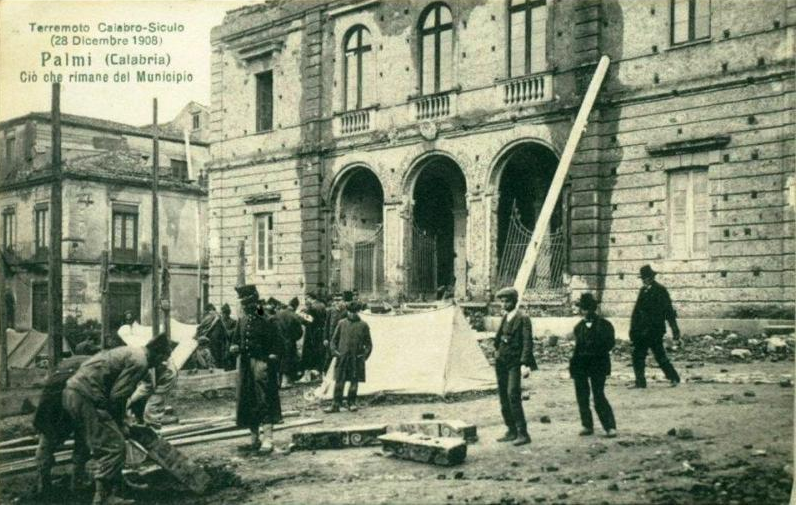
Il vecchio palazzo comunale, danneggiato dal terremoto del 1908.

## Regno di Napoli (1302-1816)
Durante il periodo feudale dal 1745 al 1801 i sindaci furono rilevati tra i nobili e i popolani "grassi", ogni sindaco era coadiuvato da un eletto.
| Nominativo                                      | Partito | Mandato | Mandato |
| Nominativo                                      | Partito | Inizio  | Fine    |
| ----------------------------------------------- | ------- | ------- | ------- |
| Giuseppe Antonio Lacquaniti                     | –       | 1713    | 1713    |
| Pietro Merone                                   | –       | 1713    | 1713    |
| Nicola Grassi                                   | –       | 1713    | 1713    |
| Francesco Antonio Lupari                        | –       | 1713    | 1713    |
| Giuseppe Antonio Lacquaniti                     | –       | 1740    | 1740    |
| Michele Cordiano (Deputato dei nobili)          | –       | 1745    | 1745    |
| Francesco Mirarchi (Deputato dei nobili)        | –       | 1745    | 1745    |
| Giovanni Battista Franco (Deputato dei nobili)  | –       | 1745    | 1745    |
| Giovanni Battista Candiloro                     | –       | 1748    | 1748    |
| Amato Grio                                      | –       | 1759    | 1759    |
| Giuseppe Antonio Bagalà                         | –       | 1759    | 1759    |
| Pasquale Saffioti                               | –       | 1773    | 1773    |
| Bruno Calogero                                  | –       | 1773    | 1773    |
| Pietro Lipari (Eletto)                          | –       | 1773    | 1773    |
| Crescienzio Barbato                             | –       | 1776    | 1776    |
| Giuseppe Morabito                               | –       | 1779    | 1779    |
| Ignazio Montepaldo                              | –       | 1781    | 1781    |
| Pietro Bagalà                                   | –       | 1781    | 1781    |
| Gaetano Soriano                                 | –       | 1781    | 1781    |
| Francesco Antonio Calogero (Sindaco dei nobili) | –       | 1796    | 1796    |
| Innocenzo Calogero (Sindaco del popolo)         | –       | 1796    | 1796    |
| Giuseppe Sandulli (Eletto dei nobili)           | –       | 1796    | 1796    |
| Gaetano Suriano                                 | –       | 1798    | 1798    |
| Pasquale Grassi (Sindaco dei nobili)            | –       | 1801    | 1801    |
| Francesco Antonio Calogero                      | –       | 1808    | 1810    |
| Domenico Bagalà                                 | –       | 1810    | 1811    |
| Giosafatto Mauro                                | –       | 1811    | 1813    |
| Ferdinando Saffioti                             | –       | 1813    | 1815    |
| Pasquale Serrao                                 | –       | 1815    | 1815    |
| Francesco Maria Parpagliolo                     | –       | 1815    | 1816    |

## Regno delle Due Sicilie (1816-1861)
| Nominativo                  | Partito | Mandato | Mandato |
| Nominativo                  | Partito | Inizio  | Fine    |
| --------------------------- | ------- | ------- | ------- |
| Francesco Maria Parpagliolo | –       | 1816    | 1817    |
| Pasquale Saffioti           | –       | 1817    | 1818    |
| Vincenzo Rossi              | –       | 1817    | 1821    |
| Giovanni Giuseppe Serrao    | –       | 1821    | 1821    |
| Francesco Maria Parpagliolo | –       | 1821    | 1827    |
| Gaetano Cotronei            | –       | 1827    | 1831    |
| Francesco Maria Parpagliolo | –       | 1831    | 1833    |
| Domenico Coscinà            | –       | 1833    | 1834    |
| Giosafatto Mauro            | –       | 1834    | 1836    |
| Domenico Saffioti           | –       | 1836    | 1838    |
| Gaetano Cotronei            | –       | 1838    | 1840    |
| Gaetano Suriano             | –       | 1840    | 1841    |
| Domenico Porco              | –       | 1841    | 1845    |
| Gaetano Cotronei            | –       | 1845    | 1849    |
| Domenico Coscinà            | –       | 1849    | 1851    |
| Pietro Apostolo Serrao      | –       | 1851    | 1855    |
| Cesare Impiombato           | –       | 1855    | 1856    |
| Pasquale Mauro              | –       | 1856    | 1859    |
| Guglielmo Romeo Baldari     | –       | 1859    | 1860    |
| Filippo Oliva               | –       | 1860    | 1861    |

## Regno d'Italia (1861-1946)
| Sindaci nominati dal governo (1861-1890)                           | Sindaci nominati dal governo (1861-1890) | Sindaci nominati dal governo (1861-1890) | Sindaci nominati dal governo (1861-1890) |
| Nominativo                                                         | Partito                                  | Mandato                                  | Mandato                                  |
| Nominativo                                                         | Partito                                  | Inizio                                   | Fine                                     |
| ------------------------------------------------------------------ | ---------------------------------------- | ---------------------------------------- | ---------------------------------------- |
| Filippo Oliva                                                      | –                                        | 1861                                     | 1865                                     |
| Francesco Migliorini                                               | –                                        | 1865                                     | 1866                                     |
| Francesco Migliorini Cavallaro                                     | –                                        | 1866                                     | 1867                                     |
| Vincenzo Augimeri                                                  | –                                        | 1867                                     | 1870                                     |
| Casimiro Coscinà                                                   | –                                        | 1870                                     | 1873                                     |
| Pasquale Suriano                                                   | –                                        | 1873                                     | 1876                                     |
| Nicola Rossi                                                       | –                                        | 1876                                     | 1876                                     |
| Diodato Leardi (Regio commissario straordinario)                   | –                                        | 1876                                     | 1876                                     |
| Rosario Salvo (Regio delegato straordinario)                       | –                                        | 1876                                     | 1878                                     |
| Pasquale Suriano                                                   | –                                        | 1878                                     | 1882                                     |
| Francesco Silvestri                                                | –                                        | 1882                                     | 1883                                     |
| Nicola Marcone (Regio delegato straordinario)                      | –                                        | 1883                                     | 1884                                     |
| Pasquale Suriano                                                   | –                                        | 1884                                     | 1889                                     |
| Sindaci eletti dal consiglio comunale (1890-1926)                  |                                          |                                          |                                          |
| Nominativo                                                         | Partito                                  | Mandato                                  | Mandato                                  |
| Nominativo                                                         | Partito                                  | Inizio                                   | Fine                                     |
| Nicola Marcone (Regio commissario)                                 | –                                        | 1890                                     | 1890                                     |
| Orazio Giffone                                                     | –                                        | 1890                                     | 1892                                     |
| Giovanni Bovi                                                      | –                                        | 1892                                     | 1893                                     |
| Giuseppe Carbone (Regio commissario straordinario)                 | –                                        | 1893                                     | 1893                                     |
| Vincenzo Colarusso                                                 | –                                        | 1893                                     | 1895                                     |
| Decio Tabanelli (Regio commissario straordinario)                  | –                                        | 1895                                     | 1895                                     |
| Pasquale Grassi                                                    | –                                        | 1895                                     | 1896                                     |
| Domenico Di Gennaro                                                | –                                        | 1896                                     | 1897                                     |
| Giulio Cesare Pompari (Regio commissario)                          | –                                        | 1897                                     | 1897                                     |
| Francesco Cardopatri                                               | –                                        | 1897                                     | 1900                                     |
| Angiolino Levi Cavitelli (Regio commissario)                       | –                                        | 1900                                     | 1900                                     |
| Felice Bagalà                                                      | –                                        | 1900                                     | 1902                                     |
| Giuseppe Rogges (Commissario prefettizio)                          | –                                        | 1902                                     | 1902                                     |
| Ercole Mellony (Regio commissario)                                 | –                                        | 1902                                     | 1903                                     |
| Domenico Suriano                                                   | –                                        | 1903                                     | 1905                                     |
| Domenico Di Gennaro                                                | –                                        | 1905                                     | 1906                                     |
| Achille Biondi (Regio commissario)                                 | –                                        | 1906                                     | 1907                                     |
| Domenico Suriano                                                   | –                                        | 1907                                     | 1909                                     |
| Italo Pio (Commissario prefettizio)                                | –                                        | 1909                                     | 1909                                     |
| Luigi Cordopatri                                                   | –                                        | 1909                                     | 1911                                     |
| Giuseppe Fusco (Commissario prefettizio)                           | –                                        | 1911                                     | 1911                                     |
| Giovanni Bovi                                                      | –                                        | 1911                                     | 1913                                     |
| Edgardo Gullotta (Commissario prefettizio)                         | –                                        | 1913                                     | 1913                                     |
| Giovanni Tafuri (Regio commissario)                                | –                                        | 1913                                     | 1914                                     |
| Emilio Saverini (Regio commissario)                                | –                                        | 1914                                     | 1915                                     |
| Francesco Lopresti                                                 | –                                        | 1915                                     | 1916                                     |
| Giovanni Di Giorgi (Commissario prefettizio)                       | –                                        | 1916                                     | 1917                                     |
| Arnaldo De Simone (Regio commissario)                              | –                                        | 1917                                     | 1918                                     |
| Pasquale Antignano (Regio commissario)                             | –                                        | 1918                                     | 1919                                     |
| Vincenzo Pirrottina (Commissario prefettizio)                      | –                                        | 1919                                     | 1919                                     |
| Gaetano Barbaro (Commissario prefettizio)                          | –                                        | 1919                                     | 1919                                     |
| Pasquale Antignano (Regio commissario)                             | –                                        | 1919                                     | 1919                                     |
| Antonio Teresi (Regio commissario)                                 | –                                        | 1919                                     | 1920                                     |
| Michele Guardata                                                   | –                                        | 1920                                     | 1923                                     |
| Giuseppe Sigillò (Commissario prefettizio)                         | –                                        | 1923                                     | 1927                                     |
| Podestà nominati dal governo (1926-1944)                           |                                          |                                          |                                          |
| Nominativo                                                         | Partito                                  | Mandato                                  | Mandato                                  |
| Nominativo                                                         | Partito                                  | Inizio                                   | Fine                                     |
| Domenico Suriano                                                   | –                                        | 1927                                     | 1930                                     |
| Vincenzo Silipigni                                                 | –                                        | 1930                                     | 1935                                     |
| Vincenzo Silipigni (Commissario prefettizio)                       | –                                        | 1935                                     | 1935                                     |
| Francesco Loiercio (Commissario prefettizio)                       | –                                        | 1935                                     | 1935                                     |
| Luigi Lacquaniti (Commissario prefettizio)                         | –                                        | 1935                                     | 1935                                     |
| Francesco Loiercio                                                 | –                                        | 1935                                     | 1939                                     |
| Gaetano Barbagallo (Commissario prefettizio)                       | –                                        | 1939                                     | 1939                                     |
| Rodolfo Rotolo (Commissario prefettizio)                           | –                                        | 1939                                     | 1939                                     |
| Francesco Bagalà                                                   | –                                        | 1939                                     | 1942                                     |
| Michele Fimmanò                                                    | –                                        | 1942                                     | 1943                                     |
| Domenico Guardata                                                  | –                                        | 1943                                     | 1944                                     |
| Sindaci nominati dal Comitato di Liberazione Nazionale (1944-1946) |                                          |                                          |                                          |
| Nominativo                                                         | Partito                                  | Mandato                                  | Mandato                                  |
| Nominativo                                                         | Partito                                  | Inizio                                   | Fine                                     |
| Francesco Carbone                                                  | –                                        | 1944                                     | 1946                                     |

## Repubblica italiana (dal 1946)
| Sindaci eletti dal consiglio comunale (1946-1995)    | Sindaci eletti dal consiglio comunale (1946-1995) | Sindaci eletti dal consiglio comunale (1946-1995) | Sindaci eletti dal consiglio comunale (1946-1995) | Sindaci eletti dal consiglio comunale (1946-1995) | Sindaci eletti dal consiglio comunale (1946-1995) | Sindaci eletti dal consiglio comunale (1946-1995) | Sindaci eletti dal consiglio comunale (1946-1995) |
| Nominativo                                           | Nominativo                                        | Partito                                           | Partito                                           | Giunta                                            | Giunta                                            | Mandato                                           | Mandato                                           |
| Nominativo                                           | Nominativo                                        | Partito                                           | Partito                                           | Giunta                                            | Giunta                                            | Inizio                                            | Fine                                              |
| ---------------------------------------------------- | ------------------------------------------------- | ------------------------------------------------- | ------------------------------------------------- | ------------------------------------------------- | ------------------------------------------------- | ------------------------------------------------- | ------------------------------------------------- |
|                                                      | Francesco Carbone                                 |                                                   | Partito Socialista Italiano                       |                                                   | PSI-PCI                                           | 1946                                              | 1952                                              |
| 1952                                                 | Francesco Carbone                                 | 1956                                              | Partito Socialista Italiano                       |                                                   | PSI-PCI                                           |                                                   |                                                   |
|                                                      | Francesco Arena                                   |                                                   | Democrazia Cristiana                              |                                                   | DC-MSI                                            | 1956                                              | 1960                                              |
|                                                      | Francesco Carbone                                 |                                                   | Partito Socialista Italiano                       |                                                   | PSI-PCI                                           | 1960                                              | 1962                                              |
|                                                      | Giuseppe Marazzita                                |                                                   | Partito Socialista Italiano                       |                                                   | PSI-PCI                                           | 1962                                              | 1962                                              |
|                                                      | Trento Castagna (Commissario prefettizio)         | –                                                 | –                                                 | –                                                 | –                                                 | 1962                                              | 1964                                              |
|                                                      | Bruno Bagalà                                      |                                                   | Democrazia Cristiana                              |                                                   | DC-PSI                                            | 1964                                              | 1968                                              |
|                                                      | Bruno Bagalà                                      | DC-PLI                                            | Democrazia Cristiana                              | 1968                                              | 1969                                              |                                                   |                                                   |
|                                                      | Bruno Bagalà                                      | DC-PSI-PCI                                        | Democrazia Cristiana                              | 1969                                              | 1975                                              |                                                   |                                                   |
|                                                      | Letterio Bellitti (Commissario prefettizio)       | –                                                 | –                                                 | –                                                 | –                                                 | 1975                                              | 1975                                              |
|                                                      | Antonino Pirrottina                               |                                                   | Democrazia Cristiana                              |                                                   | DC-PSI-PCI-PRI                                    | 1975                                              | 1979                                              |
|                                                      | Salvatore Marino (Commissario prefettizio)        | –                                                 | –                                                 | –                                                 | –                                                 | 1979                                              | 1979                                              |
|                                                      | Rocco Managò                                      |                                                   | Partito Socialista Italiano                       |                                                   | PSI-L. civica                                     | 1979                                              | 1980                                              |
|                                                      | Santo Surace                                      |                                                   | Democrazia Cristiana                              |                                                   | DC-PSDI-PRI-Sin. ind.-L. civica                   | 1980                                              | 1981                                              |
|                                                      | Gaetano Baietta                                   |                                                   | Partito Socialista Italiano                       |                                                   | PSI-DC                                            | 1981                                              | 1983                                              |
|                                                      | Domenico Ferraro                                  |                                                   | Democrazia Cristiana                              |                                                   | DC-PRI                                            | 1983                                              | 1984                                              |
|                                                      | Francesco Barone                                  |                                                   | Democrazia Cristiana                              |                                                   | DC-PRI                                            | 1984                                              | 1985                                              |
|                                                      | Mario Cangemi (Commissario prefettizio)           | –                                                 | –                                                 | –                                                 | –                                                 | 1985                                              | 1985                                              |
|                                                      | Gaetano Baietta                                   |                                                   | Partito Socialista Italiano                       |                                                   | PSI-PCI-PSDI                                      | 19 novembre 1985                                  | 15 giugno 1991                                    |
|                                                      | Domenico Alvaro                                   |                                                   | Democrazia Cristiana                              |                                                   | DC-PRI-PLI                                        | 15 giugno 1991                                    | 21 gennaio 1994                                   |
|                                                      | Vittorio Panzera (Commissario prefettizio)        | –                                                 | –                                                 | –                                                 | –                                                 | 21 gennaio 1994                                   | 14 febbraio 1994                                  |
|                                                      | Vittorio Panzera (Commissario straordinario)      | –                                                 | –                                                 | –                                                 | –                                                 | 14 febbraio 1994                                  | 27 giugno 1994                                    |
|                                                      | Armando Veneto                                    |                                                   | Partito Popolare Italiano                         | –                                                 | –                                                 | 27 giugno 1994                                    | 8 giugno 1998                                     |
| Sindaci eletti direttamente dai cittadini (dal 1995) |                                                   |                                                   |                                                   |                                                   |                                                   |                                                   |                                                   |
| Nominativo                                           | Nominativo                                        | Partito                                           | Partito                                           | Coalizione                                        | Coalizione                                        | Mandato                                           | Mandato                                           |
| Nominativo                                           | Nominativo                                        | Partito                                           | Partito                                           | Coalizione                                        | Coalizione                                        | Inizio                                            | Fine                                              |
|                                                      | Armando Veneto                                    |                                                   | Lista civica di centro                            |                                                   | PPI-L. civiche                                    | 8 giugno 1998                                     | 22 febbraio 2001                                  |
|                                                      | Anna Aida Bruzzese (Commissario straordinario)    | –                                                 | –                                                 | –                                                 | –                                                 | 22 febbraio 2001                                  | 28 maggio 2001                                    |
|                                                      | Bruno Galletta                                    |                                                   | Lista civica di centro-destra                     |                                                   | FI-AN-CCD-NPSI-L. civiche                         | 28 maggio 2001                                    | 1 dicembre 2001                                   |
|                                                      | Luisa Latella (Commissario prefettizio)           | –                                                 | –                                                 | –                                                 | –                                                 | 1 dicembre 2001                                   | 10 giugno 2003                                    |
|                                                      | Antonino Parisi                                   |                                                   | Lista civica di centro-sinistra                   |                                                   | UDEUR-SDI-PdCI-PRC-L. civiche                     | 11 giugno 2003                                    | 29 gennaio 2007                                   |
|                                                      | Domenico Bagnato (Commissario prefettizio)        | –                                                 | –                                                 | –                                                 | –                                                 | 29 gennaio 2007                                   | 19 febbraio 2007                                  |
|                                                      | Domenico Bagnato (Commissario straordinario)      | –                                                 | –                                                 | –                                                 | –                                                 | 19 febbraio 2007                                  | 12 giugno 2007                                    |
|                                                      | Ennio Gaudio                                      |                                                   | Lista civica di centro-destra                     |                                                   | AN-L. civiche                                     | 12 giugno 2007                                    | 24 agosto 2011                                    |
|                                                      | Antonia Bellomo (Commissario prefettizio)         | –                                                 | –                                                 | –                                                 | –                                                 | 24 agosto 2011                                    | 19 settembre 2011                                 |
|                                                      | Antonia Bellomo (Commissario straordinario)       | –                                                 | –                                                 | –                                                 | –                                                 | 19 settembre 2011                                 | 22 maggio 2012                                    |
|                                                      | Giovanni Barone                                   |                                                   | Unione di Centro                                  |                                                   | PdL-UdC-NPSI-L. civiche                           | 22 maggio 2012                                    | 27 giugno 2017                                    |
|                                                      | Giuseppe Ranuccio                                 |                                                   | Lista civica                                      |                                                   | L. civiche                                        | 27 giugno 2017                                    | 17 giugno 2022                                    |
|                                                      | Giuseppe Ranuccio                                 | L. civiche                                        | Lista civica                                      | 17 giugno 2022                                    | in carica                                         |                                                   |                                                   |